# Annibale Carracci
Annibale Carracci (Bolonia, 3 de noviembre de 1560-Roma, 15 de julio de 1609) fue un pintor y grabador italiano del barroco, perteneciente a la corriente del clasicismo romano-boloñés. Es el miembro más famoso de la dinastía de pintores Carracci. Considerado el rival de Caravaggio, encarnó una opción artística opuesta a la de aquel.

## Biografía

### Primeros años
Annibale Carracci nació en Bolonia, y lo más probable es que aprendiera en el seno de su familia. En 1582, Annibale, su hermano mayor Agostino y su primo Ludovico, abrieron un taller de pintura, al principio llamado Academia de los Desiderosi (Deseosos de fama y aprender), y posteriormente los  Incamminati (Progresistas; literalmente, "de aquellos que abren un nuevo camino"). Finalmente la Escuela de los Eclécticos. El principal objetivo de los tres Carracci fue renovar la pintura, que entendían que había degenerado durante el Manierismo y que también veían en peligro por el naturalismo de Caravaggio, al que algunos apodaban «Anticristo del arte».
Los Carracci pusieron un énfasis especial en el dibujo lineal típicamente florentino, ejemplificado por Rafael y Andrea del Sarto, frente a los diseños sin boceto previo, aparentemente descuidados, de Caravaggio. Pero les interesó también la atención veneciana al uso del color rico y más y muy matizado, con efectos atmosféricos, especialmente las obras del pintor al óleo veneciano Tiziano, que Annibale y Agostino estudiaron durante sus viajes por toda Italia en 1580-81 a instancia del mayor de los Caracci Ludovico. Este eclecticismo se convertiría en el rasgo definitivo de los artistas del barroco Emiliano o escuela boloñesa, incluyendo a los seguidores más prominentes de los Carracci: Domenichino y Reni. 

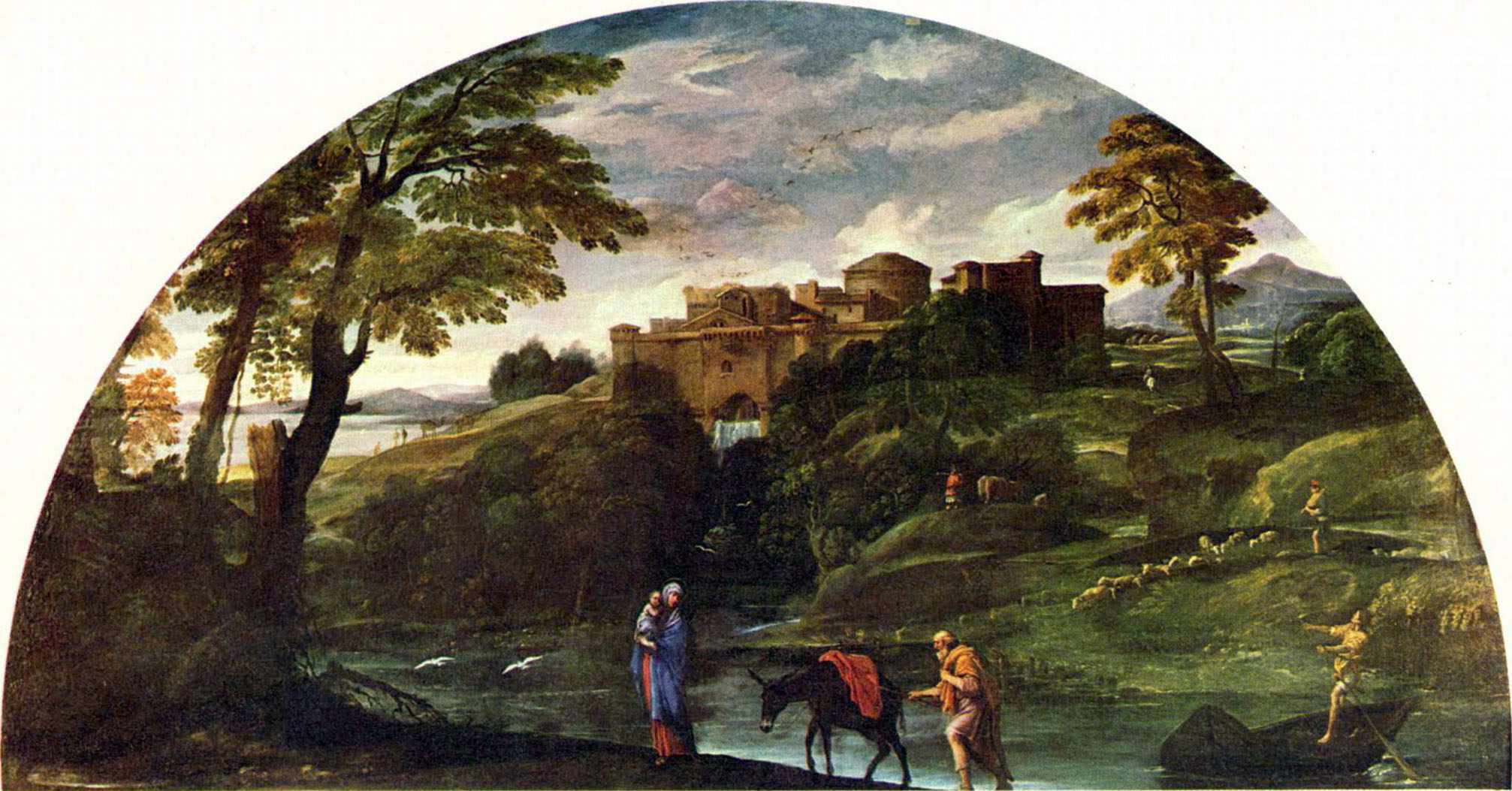
La huida a Egipto (1603).

Es difícil distinguir las contribuciones individuales de cada Carracci en muchas de las primeras obras. Por ejemplo, los frescos con la historia de Jasón para el Palacio Fava de Bolonia (h. 1583-84) llevan la firma Carracci, lo que sugiere que todos ellos hicieron contribuciones. En 1585, Annibale terminó un retablo del Bautismo de Cristo para la iglesia de San Gregorio en Bolonia. En 1587, pintó la Asunción para la iglesia de San Rocco en Reggio Emilia. 
Se sabe que, en 1587-88, Annibale había viajado a Parma y luego a Venecia, donde se unió a su hermano Agostino. Desde 1589-92, los tres Carracci terminaron los frescos de la Fundación de Roma para el Palacio Magnani en Bolonia. Para 1593, Annibale había terminado un retablo, La Virgen entronizada con San Juan y Santa Catalina, en colaboración con Lucio Massari. Su Resurrección de Cristo también data de 1593. En 1592, pintó una Asunción para la capilla Bonasoni en San Francesco. Durante 1593-1594, los tres Carracci estaban trabajando en el Palacio Sampieri de Bolonia.

### Frescos en el Palacio Farnesio
Gracias a los prolíficos y magistrales frescos de los Carracci en Bolonia, Annibale fue recomendado por el duque de Parma, Ranuccio I Farnesio, a su hermano, el cardenal Odoardo Farnesio, quien deseaba decorar la planta noble (piano nobile) del grande y oscuro Palacio Farnesio en Roma (actual embajada de Francia), su obra maestra. En noviembre-diciembre de 1595, Annibale y Agostino viajaron a Roma para empezar a decorar el Camerino con historias de Hércules, adecuadas dado que la sala albergaba la famosa escultura grecorromana del hipermusculado Hércules Farnesio. Agostino, no obstante, por desavenencias desistió pronto. Algunas partes secundarias fueron ejecutadas por Francesco Albani y algún otro.
Annibale hizo cientos de esbozos para las composiciones principales, y para ello dirigió un equipo que pintó frescos en el techo del gran salón con los seculares quadri riportati de Los amores de los dioses, o como el biógrafo Giovanni Bellori lo describió, El Amor humano gobernado por el Amor celestial. Aunque el techo es tumultuosamente rico en elementos ilusionísticos, las narraciones están enmarcadas en el contenido clasicista de la decoración del Alto Renacimiento, tomando su inspiración de frescos como la bóveda de la Sixtina de Miguel Ángel, así como de las Logge vaticane.
A lo largo de los siglos XVII y XVIII, el techo de los Farnesio fue considerado una obra maestra sin rival de la pintura al fresco de la época. No sólo se veía como un muestrario de dibujos de figuras heroicas, sino como un modelo de procedimientos técnicos; los cientos de dibujos preparatorios de Annibale para el techo se convirtieron en un paso fundamental en la composición de cualquier pintura de historia ambiciosa.

### Contraste con Caravaggio

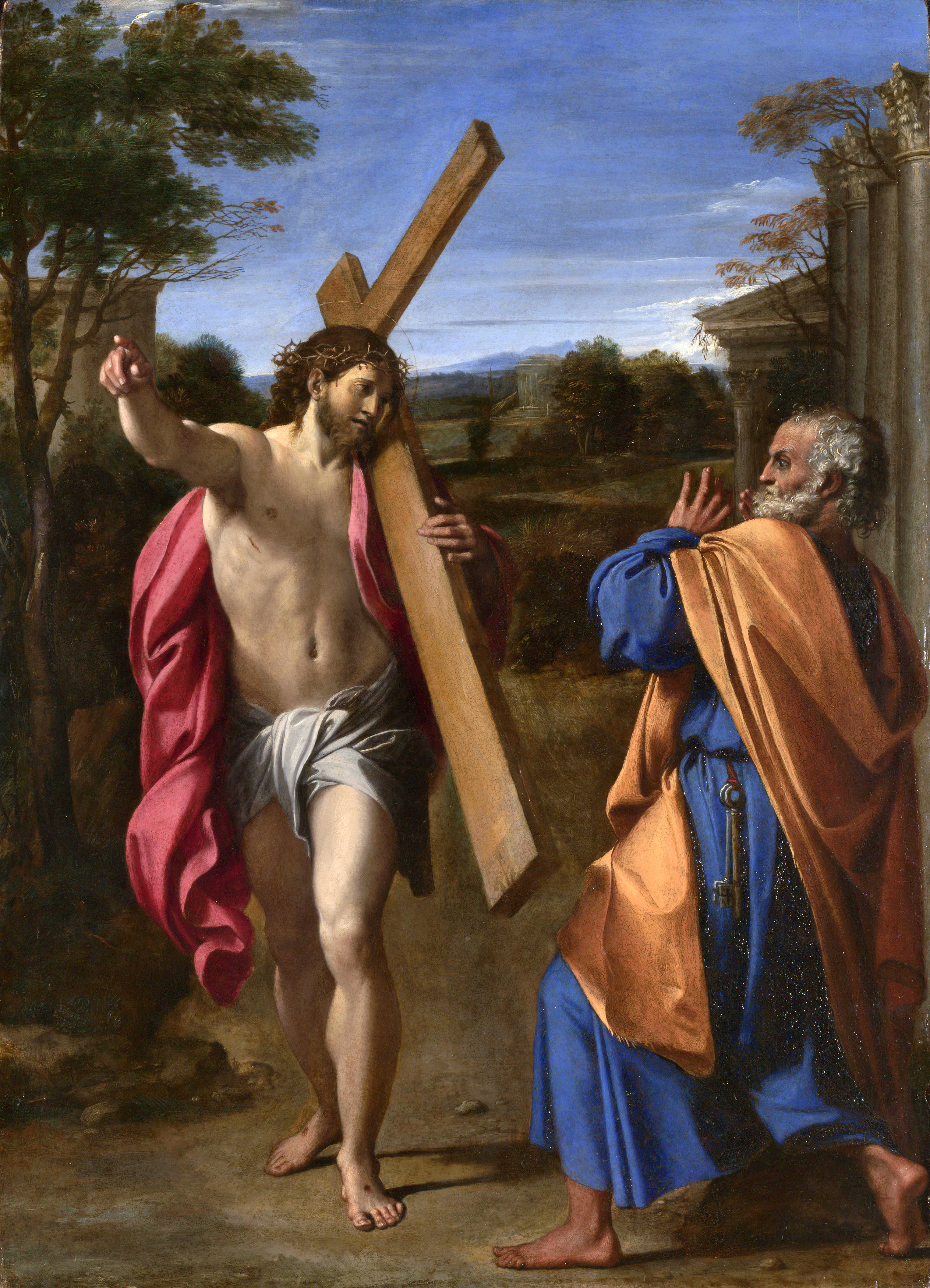
"Domine, quo vadis?" (Jesús y San Pedro) de Carracci.

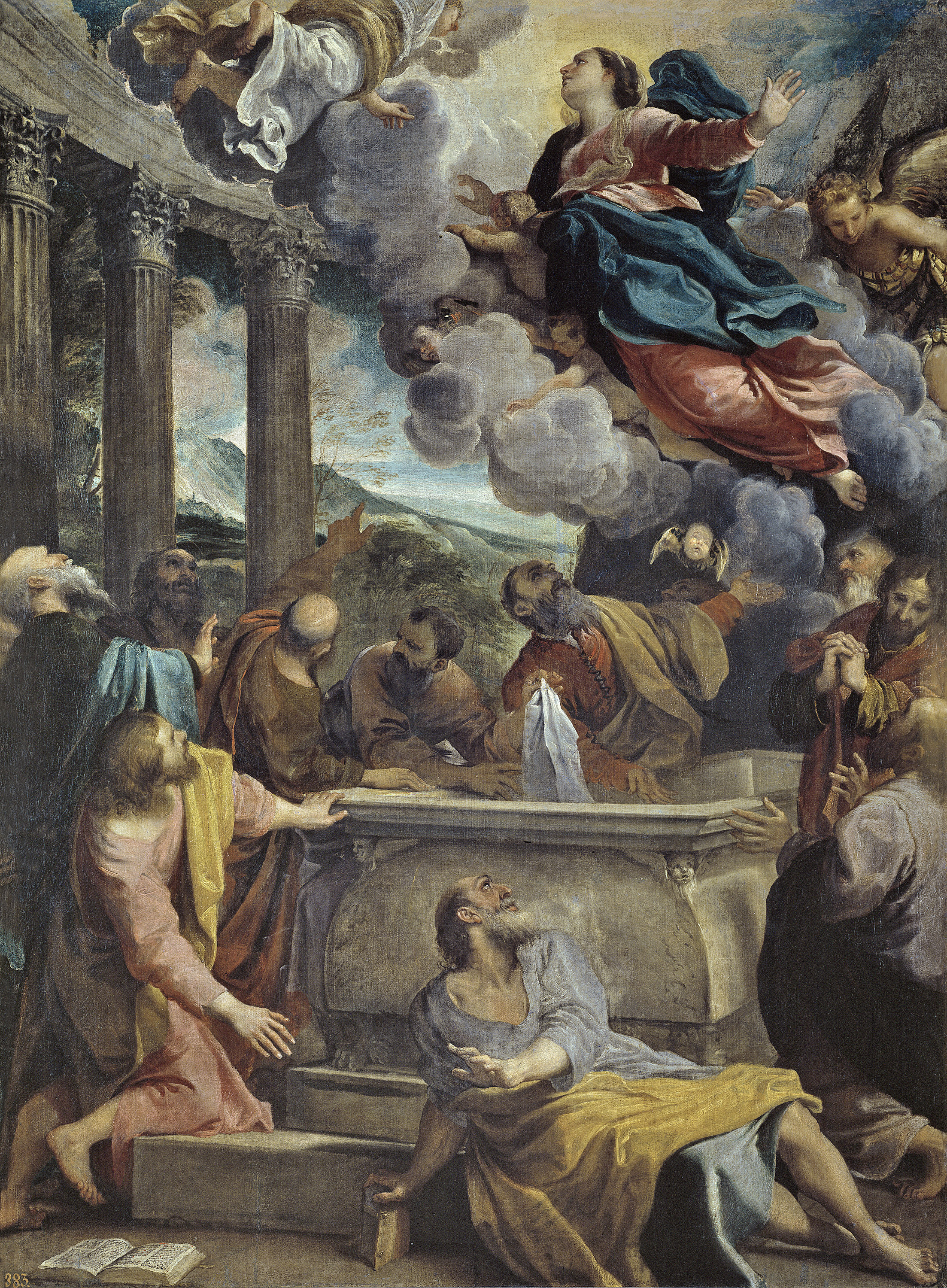
Asunción de la Virgen, 1590, Museo del Prado

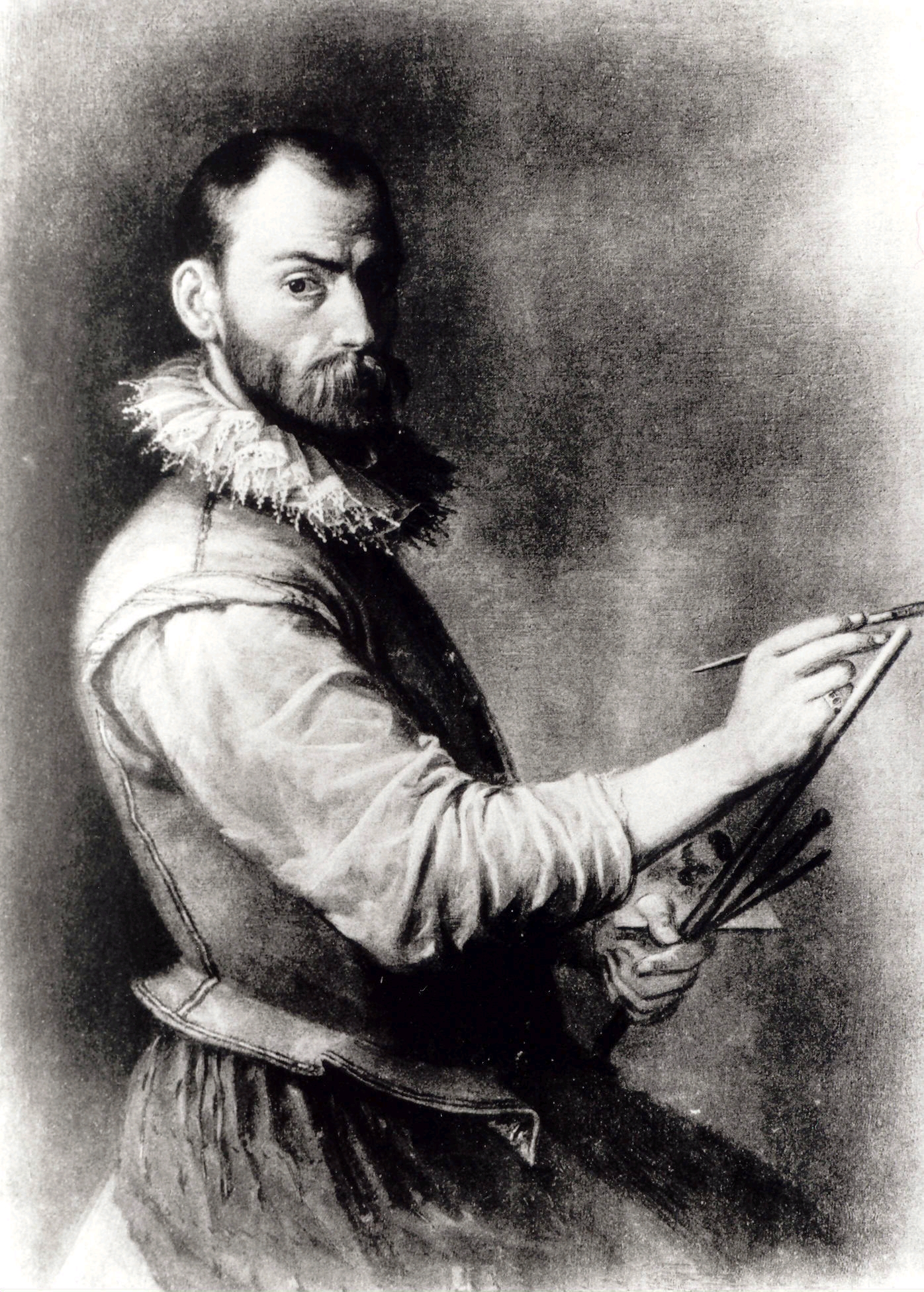
Autorretrato

El crítico del siglo XVII Giovanni Bellori, en su estudio titulado Idea, alabó a Carracci como el parangón de los pintores italianos, quien había promovido un “renacimiento” de la gran tradición de Rafael y Miguel Ángel. Por otro lado, aunque admiraba el talento de Caravaggio como pintor, Bellori lamentaba su estilo demasiado naturalista, cuando no su turbulenta persona y costumbres. De manera que él veía a los estilos caravagistas con la misma sombría consternación. A los pintores se les instaba a representar el ideal platónico de belleza, en lugar de retratar a los vulgares viandantes romanos. Aun así, los patrones y discípulos de Carracci y Caravaggio no entraban en bandos irreconciliables. Mecenas contemporáneos, como el marqués Vincenzo Giustiniani, encontraron a ambos excelentes en su maniera y modelado.
En nuestro siglo, los estudiosos se han inclinado más hacia el mito rebelde de Caravaggio, y a menudo ignoran la profunda influencia que Carracci tuvo sobre el arte. Caravaggio casi nunca trabajó al fresco, considerado como la prueba de la habilidad de un gran pintor. Por el contrario, las mejores obras de Carracci están pintadas al fresco. De manera que los sombríos lienzos de Caravaggio, con fondos cubiertos por la oscuridad, eran adecuados para altares contemplativos, y no para paredes o techos bien iluminados como este del Palacio Farnesio. Wittkower se sorprendía de que un cardenal Farnesio se rodeara de frescos de temas libidinosos, indicativos de una "considerable relajación de la moralidad contrarreformista". Esta elección temática sugiere que Carracci pudo ser más rebelde en relación a la a menudo solemne pasión religiosa de los lienzos de Caravaggio. Wittkower afirma que los frescos de Carracci "transmiten la impresión de una tremenda alegría de vivir, un nuevo florecimiento de vitalidad y una energía largamente reprimida ".
Hoy, desafortunadamente, la mayor parte de los aficionados que peregrinan a la Capilla Cerasi en Santa Maria del Popolo ignorarán el retablo de Carracci dedicado a la Asunción de la Virgen (1600-1601) y se centrarán en las sensacionales obras de Caravaggio que lo flanquean. Es instructivo comparar la Asunción de Carracci con  La muerte de la Virgen de Caravaggio. Entre sus tempranos contemporáneos, Carracci habría sido un innovador. Él revitalizó el vocabulario al fresco visual de Miguel Ángel, y propuso un paisaje pictórico muscular y alegremente brillante, que había quedado progresivamente envuelto en una maraña manierista. Mientras que Miguel Ángel podía doblar y retorcer el cuerpo en todas las posibles perspectivas, Carracci en los frescos Farnesio había demostrado cómo podía bailar. Los límites del "techo", las amplias extensiones de las paredes a pintar se llenarían, en las siguientes décadas, por la brillantez monumental de los seguidores de Carracci, y no los de Caravaggio.

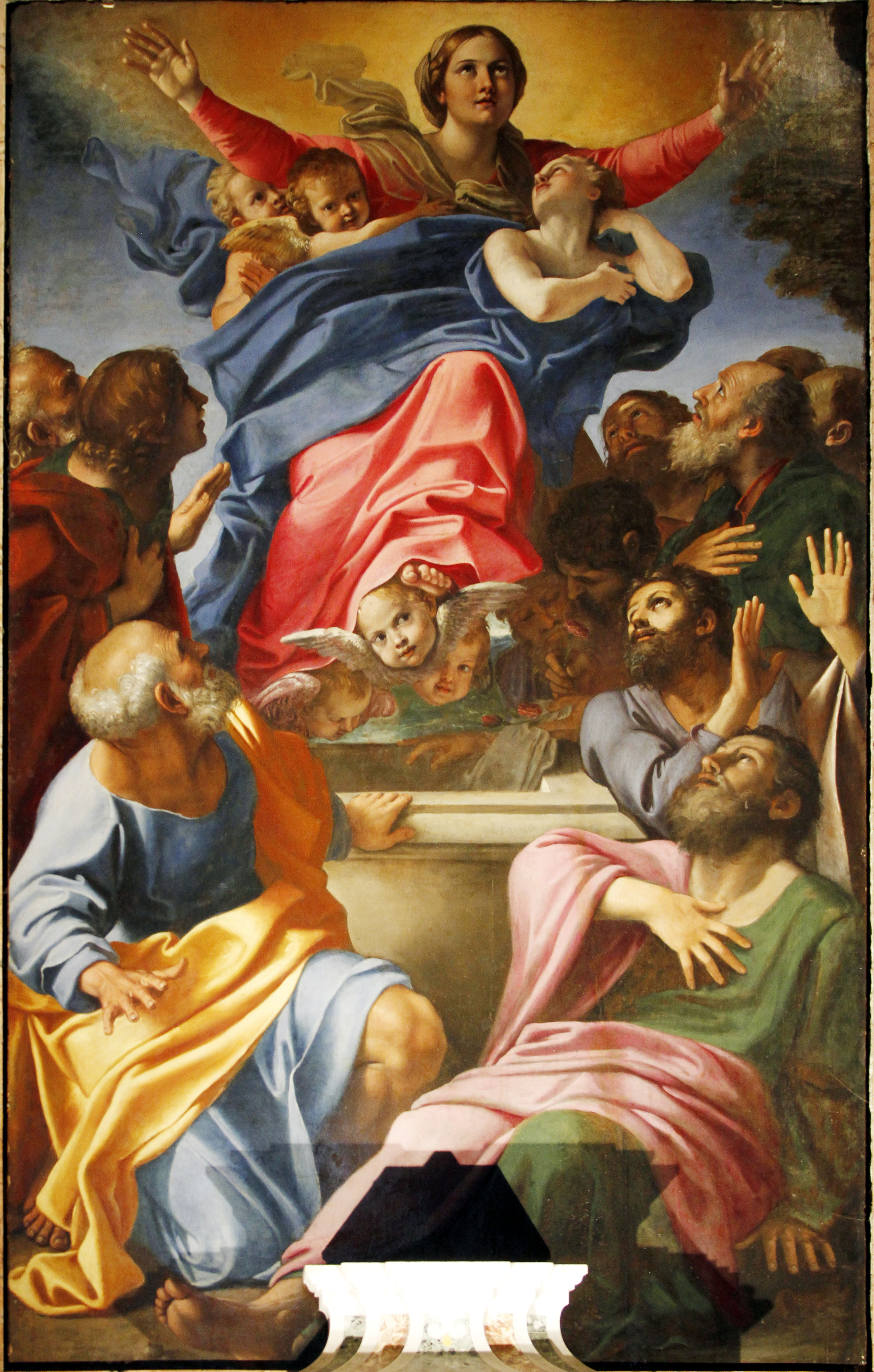
Asunción de la Virgen María, en Santa Maria del Popolo, Roma.

En el siglo siguiente, no fueron los admiradores de Caravaggio quienes rechazarían a Carracci, sino que en menor medida que Bernini y Cortona, el arte barroco en general pasó a ser criticado por los neoclásicos como Winckelmann e incluso después por John Ruskin. Carracci en parte se libró del oprobio debido a que se le veía como un imitador del muy admirado Rafael, y en los frescos Farnesio, atento a los temas adecuados como aquellos de la mitología antigua.

### Paisajes, escenas de género y dibujos
El 8 de julio de 1595, Annibale terminó la pintura de San Rocco distribuyendo limosna, ahora en la Gemäldegalerie de Dresde. Otras obras tardías significativas pintadas por Carracci en Roma incluyen Domine, Quo Vadis? (h. 1602; National Gallery de Londres), que revela una marcada economía de composición de las figuras y una fuerza y precisión en el gesto que influyeron en Poussin y a través de él, el idioma del gesto en la pintura. 
Carracci era notablemente ecléctico en la temática, pintura de paisajes, escenas de género y retratos, incluyendo una serie de autorretratos a lo largo de los años. Fue uno de los primeros pintores italianos que pintó un lienzo en el que el paisaje predominaba sobre las figuras, como en su magistral  Huida a Egipto; en este género lo siguieron Domenichino (su alumno favorito) y Claudio Lorena. 
El arte de Carracci también tuvo un lado menos formal que procede de sus caricaturas (se le suele atribuir la invención de la forma) y en sus tempranas pinturas de género, que son notables por su vivaz observación y libre tratamiento y su pintura de El comedor de habas. Se le describe por sus biógrafos como despreocupado por la vestimenta, obsesionado con el trabajo: sus autorretratos varían en su representación.

### Bajo un humor melancólico
No se sabe cuántas obras posteriores realizó Annibale después de terminar la gran galería del Palacio Farnesio. Se cuenta que Annibale cayó en una depresión hacia 1600, al parecer porque sus laboriosos frescos en el Palacio Farnesio le fueron mal pagados y fríamente estimados. En una carta de abril de 1606, el cardenal Odoardo Farnesio se lamenta de que un "intenso humor melancólico" impedía a Annibale pintar para él. En 1606, Annibale firma un grabado: La Virgen de la escudilla. A lo largo de 1607, se ve incapaz de terminar un encargo de una Natividad para el duque de Módena. Hay una nota de 1608, en la que Annibale estipula con un alumno que pasará al menos dos horas al día en su taller. Hay poca documentación del propio autor o del tiempo que explique por qué su pincel se detuvo. Abundan las especulaciones. 
Posteriormente sufrió parálisis en un brazo, y tuvo que recurrir a ayudantes para sus encargos. En esos años se fechan sus murales en la iglesia de Santiago de los Españoles, en Roma, las Pinturas murales de la Capilla Herrera; que fueron terminadas por sus ayudantes. Estos murales fueron arrancados de las paredes cuando la iglesia se vendió, y se conservan en medianas condiciones en el MNAC de Barcelona y el Museo del Prado de Madrid.
En 1609, Annibale murió y fue enterrado, según su deseo, cerca de Rafael en el Panteón de Roma. Es una medida de sus logros el que artistas tan diferentes como Bernini, Poussin, y Rubens alabaran su obra. Muchos de sus alumnos o ayudantes en proyectos como el Palacio Farnasio o la capilla Herrera se convertirían en los artistas más destacados de las décadas siguientes, entre ellos Domenichino, Francesco Albani, Giovanni Lanfranco, Domenico Viola, Guido Reni, Sisto Badalocchio, y otros.

### Grabados
Al igual que Ludovico y Agostino, Annibale trabajó el grabado, lo cual era infrecuente entre los pintores italianos de primera línea, que solían recurrir a grabadores profesionales para difundir sus diseños en estampas. 
En 1592 firmó un grabado de Venus y un sátiro, que se supone basado en un dibujo de Agostino. De su etapa de apogeo es el aguafuerte conocido como La Piedad de Caprarola (1597), luego repetido por Agostino. De sus últimos años, cuando ya no podía pintar grandes obras, son dos grabados: La Virgen de la escudilla y Cristo coronado de espinas, ambos de 1606.

### Obras en España
Annibale Carracci cuenta con una relevante presencia en España. El Museo del Prado posee el famoso cuadro Venus, Adonis y Cupido (restaurado en 2005 y considerado ahora mejor que el ejemplar conservado en Viena) así como La Asunción de la Virgen y un Paisaje con bañistas, entre otros.

## Cronología de sus obras

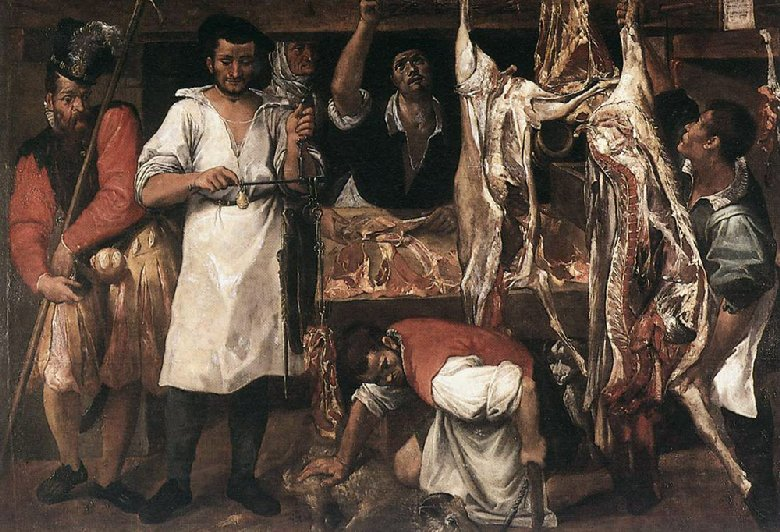
La carnicería (1580), Christ Church Picture Gallery, Oxford.

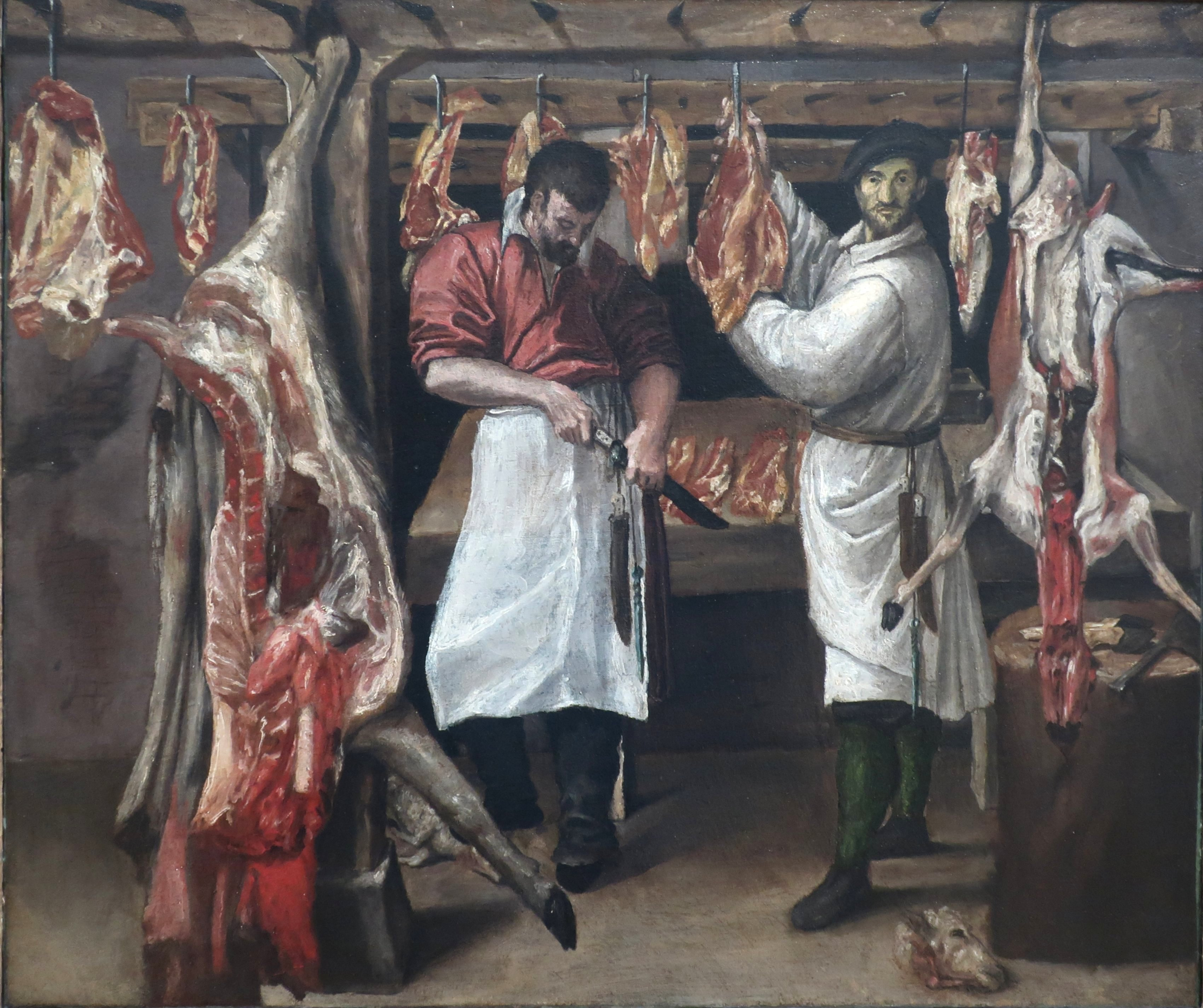
La carnicería, 1580, Kimbell Art Museum.

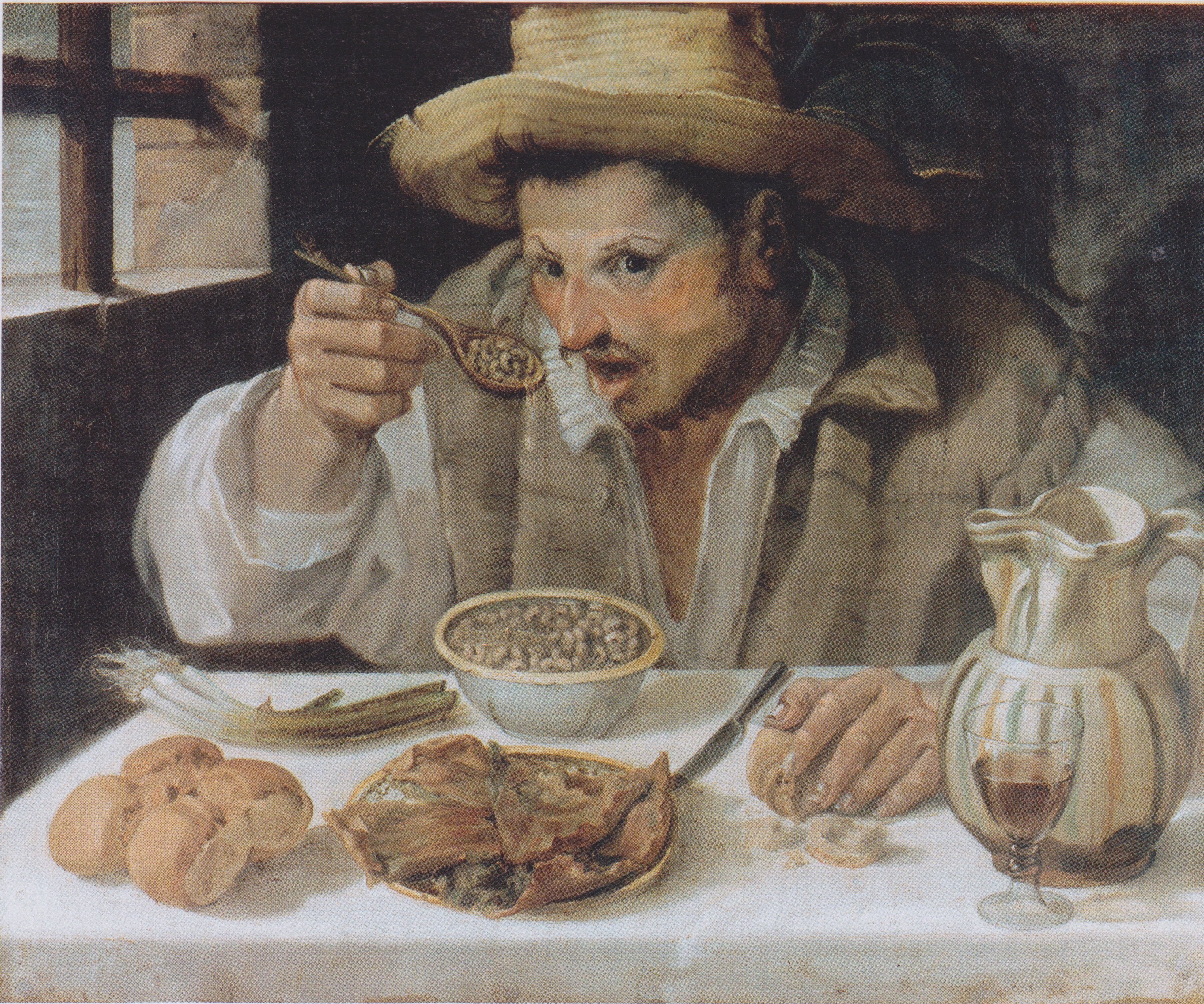
Hombre comiendo judías 1580-1590, (Galería Colonna de Roma).

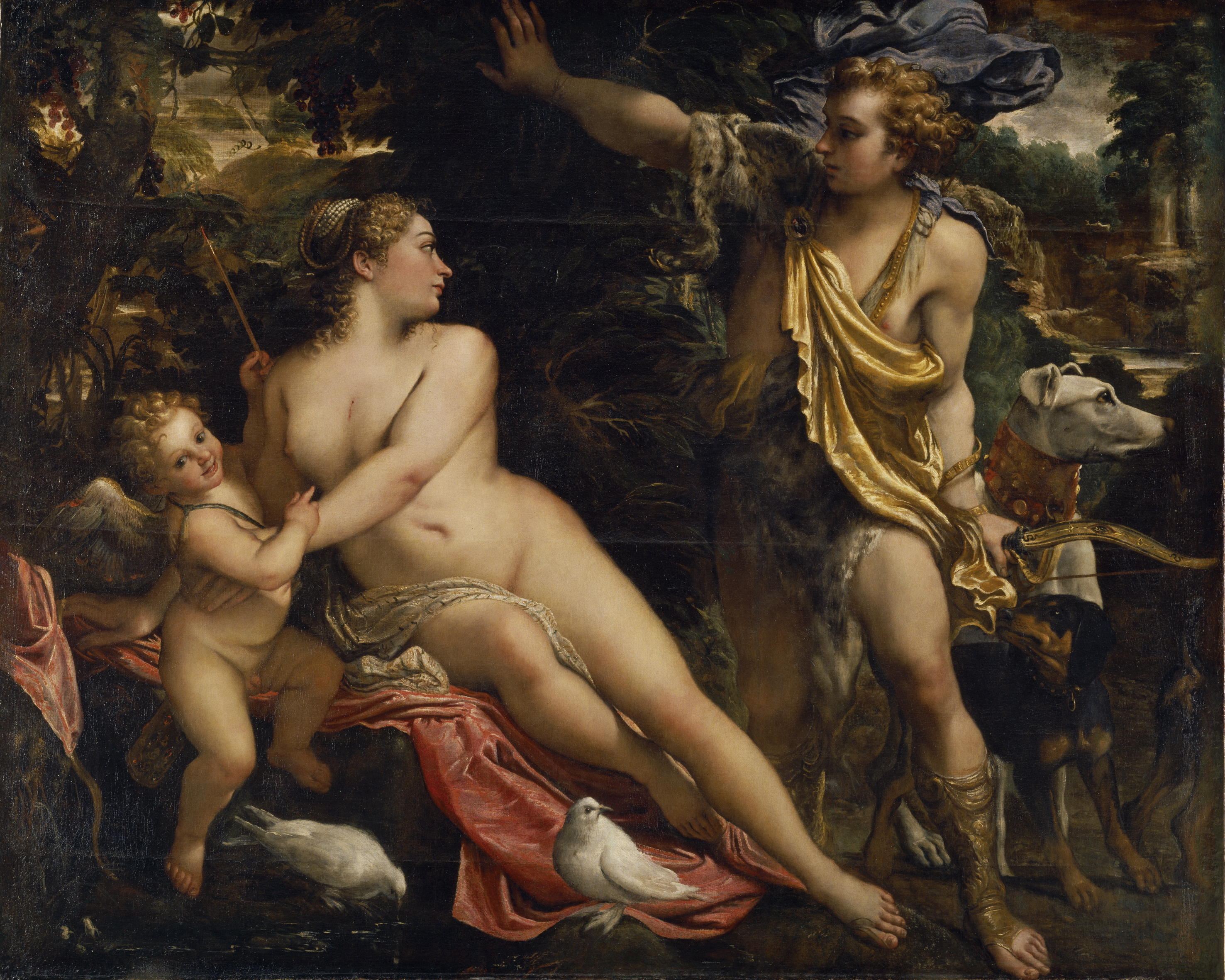
Venus, Adonis y Cupido, c. 1590, Museo del Prado, Madrid.

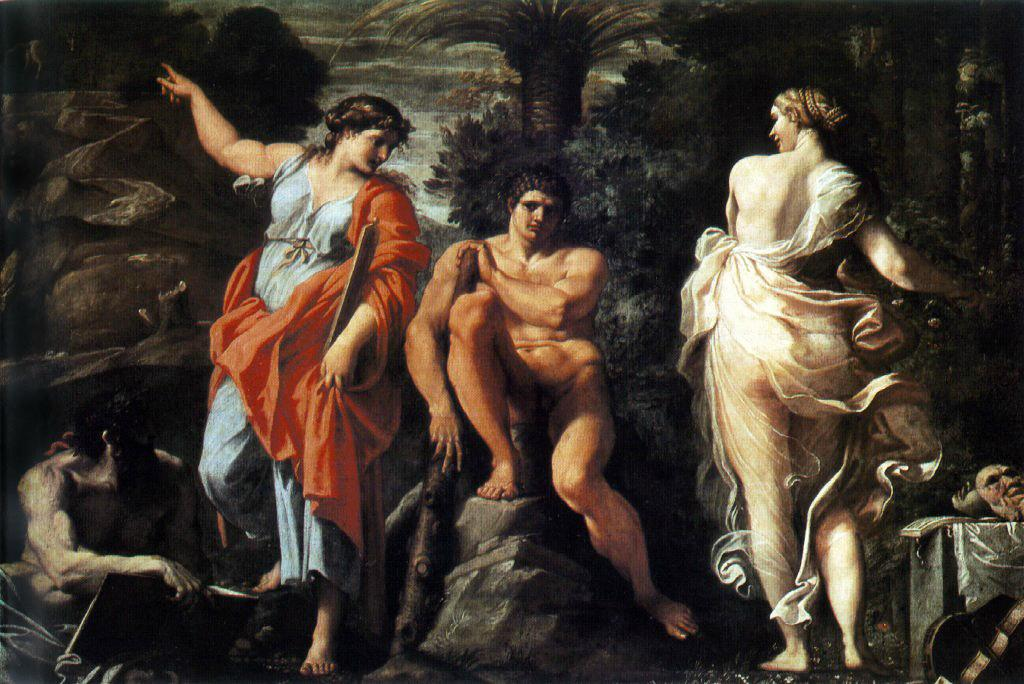
Hércules en la encrucijada, 1596, Museo de Capodimonte.

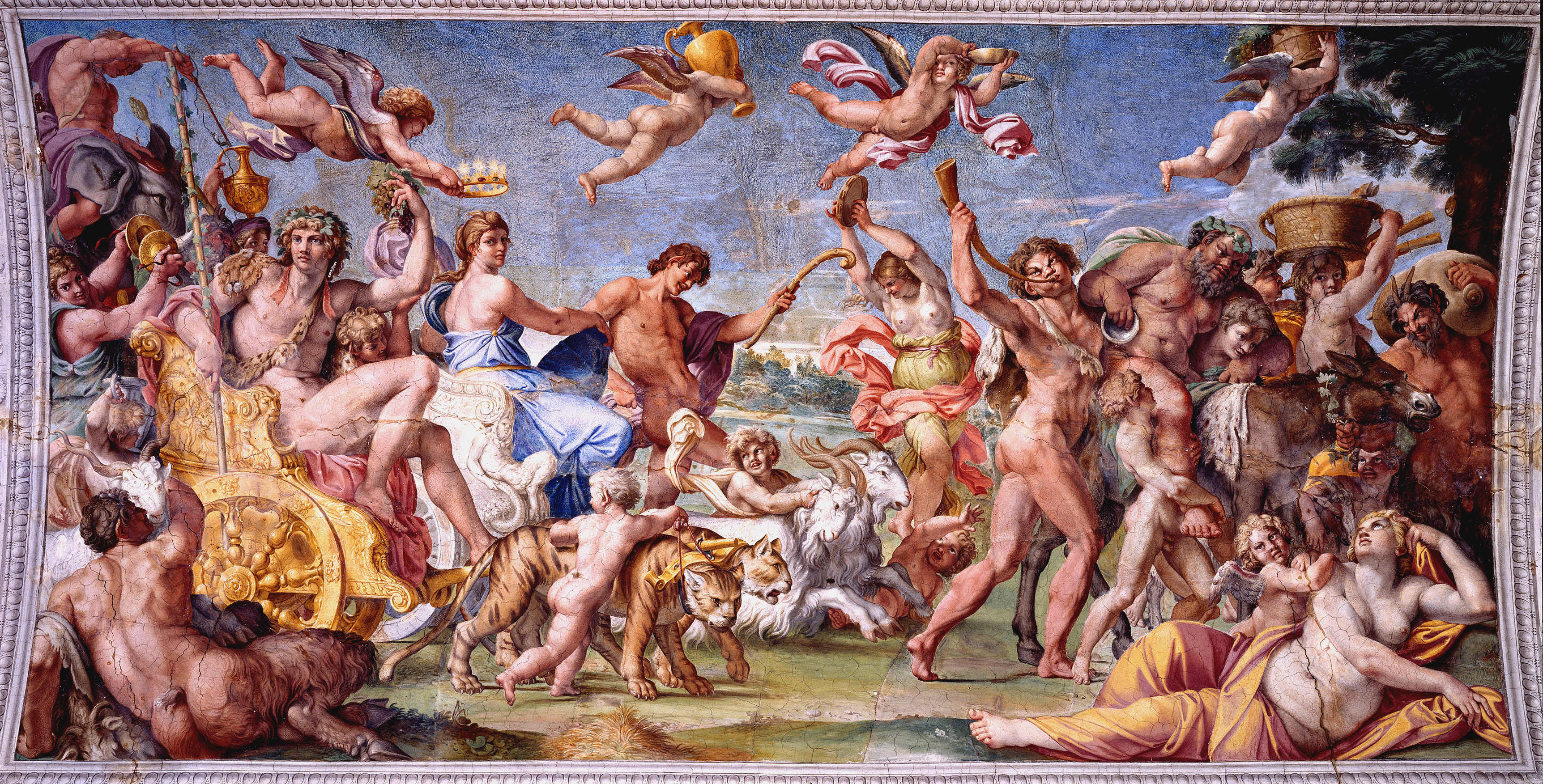
Triunfo de Baco y Ariadna (Palacio Farnesio de Roma).

- Hombre comiendo judías (1580-1590) - Óleo sobre lienzo, 57 x 68 cm, Galería Colonna, Roma
- La carnicería (años 1580) - Óleo sobre lienzo, 185 x 266 cm, Christ Church Picture Gallery, Oxford
- Descendimiento de la Cruz (1580–1600) St. Ann's, Mánchester
- Crucifixión y santos (1583) - Óleo sobre lienzo, 305 x 210 cm, Santa Maria della Carità, Bolonia
- El joven sonriente (1583) - Óleo sobre papel, Galería Borghese, Roma
- Cristo muerto (h. 1583-1585) - Óleo sobre lienzo, 70,7 x 88,8 cm, Staatsgalerie Stuttgart
- El bautismo de Cristo (1584) - Óleo sobre lienzo, San Gregorio, Bolonia
- El matrimonio místico de Santa Catalina (1585–1587) - Óleo sobre lienzo, Museo Nacional de Capodimonte, Nápoles
- Venus y sátiro con dos amorcillos (h. 1588) - Óleo sobre lienzo, 112 x 142 cm, Uffizi, Florencia
- La Virgen entronizada con San Mateo (1588) - Óleo sobre lienzo, 384 x 255 cm, Gemäldegalerie, Dresde
- Autorretrato de perfil (años 1590) - Óleo sobre lienzo, Uffizi, Florencia
- Venus, Adonis y Cupido (h. 1590) - Óleo sobre lienzo, 212 x 268 cm, Museo del Prado, Madrid
- Aparición de la Virgen a los santos Lucas y Catalina (1592) - Óleo sobre lienzo, 401 x 226 cm, Museo del Louvre, París
- Resurrección 1593 	Óleo sobre lienzo
- Venus y Adonis (h. 1595) - Óleo sobre lienzo, 217 x 246 cm, Kunsthistorisches Museum, Viena
- La Asunción de María (1590) - Óleo sobre lienzo, 130 x 97 cm, Museo del Prado, Madrid
- La pesca (antes de 1595) - Óleo sobre lienzo, 136 x 253 cm, Museo del Louvre, París
- La caza (antes de 1595) - Óleo sobre lienzo, 136 x 253 cm, Museo del Louvre
- Hércules en la encrucijada (h. 1596) - Óleo sobre lienzo, 167 x 273 cm, Museo de Capodimonte, Nápoles
- La burla de Cristo (h. 1596) - Óleo sobre lienzo, 60 x 69,5 cm, Pinacoteca Nacional de Bolonia
- Frescos en la cúpula o bóveda (1597-1605) del Palacio Farnesio, Roma, como el Triunfo de Baco y Ariadna
- Paisaje fluvial (h. 1599) - Óleo sobre lienzo,  National Gallery of Art, Washington D. C.
- Pietà (1599–1600) - Óleo sobre lienzo, 156 x 149 cm, Museo Nacional de Capodimonte, Nápoles
- Virgen con el Niño y san Juan (1599–1600) - Óleo sobre tabla, 29 cm de diámetro, Museo del Prado, Madrid
- Descanso en la huida a Egipto (h. 1600) - Óleo sobre lienzo, diámetro 82,5 cm, Museo del Hermitage, San Petersburgo
- Asunción de la Virgen María (1600–1601) - Óleo sobre lienzo, 245 x 155 cm, Santa Maria del Popolo, Roma
- Domine, quo vadis? (Aparición de Cristo a San Pedro en la Vía Appia) (1601-1602) - Óleo sobre madera, 77,4 x 56,3 cm, National Gallery, Londres
- Venus dormida rodeada de putti (h. 1602) - Museo Condé, Chantilly
- La huida a Egipto (1603) - Óleo sobre lienzo, 122 x 230 cm, Galería Doria Pamphili, Roma
- La lapidación de San Esteban (1603-1604) - Óleo sobre lienzo, 51 x 68 cm, Louvre, París
- Las Santas Mujeres ante la Tumba de Cristo (Annibale Carracci)  Óleo sobre lienzo, Museo del Hermitage, San Petersburgo
- Autorretrato (h. 1604) - Óleo sobre tabla , 42 x 30 cm, Museo del Hermitage, San Petersburgo
- Autorretrato en un caballete (h. 1603-1604) - Óleo sobre tabla , 42 x 30 cm, Museo del Hermitage, San Petersburgo
- Tríptico (1604–1605) - Óleo sobre cobre y tabla, 37 x 24 cm (panel central), 37 x 12 cm (cada ala), Galería Nacional de Arte Antigua, Roma
- Lamentación por la muerte de Cristo (1606) - Óleo sobre lienzo, 92,8 x 103,2 cm, National Gallery, Londres
- San Roque distribuyendo limosnas - Óleo sobre cobre, 32 x 47 cm, Museo del Prado, Madrid
- Paisaje con río y bañistas - Óleo sobre lienzo, 47 x 56 cm, Museo del Prado, Madrid
- Apoteosis de san Lorenzo - pintura al fresco sobre muro pasado a lienzo, óvalo, 155 x 105 cm, Museo del Prado, Madrid
- Apoteosis de san Francisco - fresco sobre muro pasado a lienzo, óvalo, 155 x 105 cm, Museo del Prado, Madrid
- Apoteosis de Santiago el Mayor - fresco sobre muro pasado a lienzo, óvalo, 155 x 105 cm, Museo del Prado, Madrid
- Venus y un sátiro - óleo sobre lienzo, 21 x 31 cm, Museo del Prado, Madrid
- Atlante  Sanguina, Louvre, París
- Estudios de brazos  sanguina sobre papel marrón, 90 x 200 mm. Museo del Prado, Madrid Atribución dudosa.
- Dibujos (expuestos, National Gallery of Art)
- Proyecto de decoración mural (Galería Farnesio?) / Estudios de putti, de pedestales de la Antigüedad y de una columnata ficticia - pluma y tinta parda con aguada parda (recto) y pluma y tinta parda (verso) sobre papel agarbanzado, 489 x 381 mm Museo del Prado, Madrid
- San Francisco en el desierto - buril sobre papel, 141 x 104 mm, Museo del Prado, Madrid
- La madonna de la Rondine - buril sobre papel, 156 x 120 mm, Museo del Prado, Madrid
- Frescos de la Capilla Herrera (Conjunto de 9 obras) - MNAC de Barcelona.